# San Antonio de las Huertas
San Antonio de las Huertas är en ort i kommunen San Felipe del Progreso i delstaten Mexiko i Mexiko. Samhället hade 3 902 invånare vid folkräkningen 2020.